# پیز رونادورا
پیز رونادورا (به لاتین: Piz Rondadura) یک کوه در سوئیس است که در کانتون گراوبوندن واقع شده‌است. پیز رونادورا ۳٬۰۱۶ متر بالاتر از سطح دریا واقع شده‌است.